# Sociologia del consum
La sociologia del consum estudia el consum des de la societat mateixa. Intenta desvetllar els significats del consum a la societat.
Els estudis sociològics sobre consum remunten al segle xix. Inicialment no hi ha estudis pròpiament sociològics. L'estudi del consum com a matèria a banda no es considera. Prevalen les mirades econòmiques, essencialistes, on el consum s'esdevé per una racionalitat impecable per part del consumidor.
A la primera meitat del segle XX comença a desenvolupar-se l'estudi del consum sota altre angles, però és a la segona meitat on trobem el gros. Amb tot, el consum ens diferencia a la societat, no és racional i parla de la societat mateix. Contribuïx a mantenir una superestructura perquè projecta els valors de la societat.

## Objecte d'estudi i marc teòric

### Definició
Segons el diccionari de l'Institut d'Estudis Catalans, el consum és una "apropiació final dels bens o els serveis per a ús o propietat del públic".

### Historial de recerca
El consum com a matèria d'estudi és menystingut als segles XVIII i XIX. No es pot concebre de forma independent de l'economia i els treballs d'Adam Smith exercixen certa influència.
En aquest context les primeres recerques sobre el consum en sociologia les aportaren els pares fundadors de la disciplina. Karl Marx va proporcionar el concepte de fetitxisme de les mercaderies, que suggerïx que les relacions socials del treball "estan obscrites per bens de consum que porten altres tipus de valor simbòlic per als seus" consumidors. S'hi afigen els escrits d'Émile Durkheim, sobre el significat simòblic i cultural dels objectes materials en un context religiós, així com Max Weber o Georg Simmel, el qual reprèn la seua teoria de la imitació i l'aplica al consum.
Dintre el marc d'estudis realitzats al segle xix, cal posar èmfasi en Thorstein Veblen i la seua teoria del consum ociós, on fa la diferència entre consum conspicu i oci conspicu.
A la primera meitat del segle xx, "l’aparició d’una teoria tècnica de la utilitat, el desenvolupament de la ciència psicològica, l’interès per la dinàmica en la vida econòmica i la reconsideració del problema del benestar" n'"impulsen l’estudi". S'assistix a una renovació dels estudis concernents el consum. Tot un corrent neomarxista aporta contingut als estudis econòmics. La manipulació del consumidor és albirada. Hi ha sobretot una lectura neomarxista que es contraposa a la lectura economicista sobre l'home racional. El consum es descompon en tres camps d'anàlisi: utilitari, social i imaginari.
És a la segona meitat del segle XX que aparixen noves i valuoses perspectives sobre la sociologia del consum. L'assaig de Max Hokrheimer o els treballs de Theodor Adorno s'oferixen com a centrals. S'intenta entendre les implicacions ideològiques, polítiques i econòmiques "de la producció en massa i del consum massiu".

## Estudis sociològics

### El consumidor

#### Teoria de l'alienació
Els primers estudis sobre el consum no són pròpiament sociològics sinó econòmics. Adam Smith o Keynes anys més tard fan una lectura molt racionalista del consum. El consum en si no té interès d'estudi perquè és dins el marc de l'economia, és un bé a satisfer i prou.
Aquesta visió del consum canvia amb el marxisme que aporta un primer veritable estudi sobre el consum. Abans, s'entén el consumidor com una persona racional que maximitza els recursos i els beneficis. La lectura és molt essencialista i en part errònia perquè no té en compte que el consumidor consumix envoltat d'una societat que l'influïx.
Així Karl Marx emet la teoria de l'alienació. El consum seria un element més que alienaria la societat. Segons el sociòleg, la mercaderia és el producte del capital i es diferencia en això a l'era feudal. És un producte que s'ha deslligat expressament del procés de producció. Això fa que s'oculte la força de treball necessari per a produir-lo. Això aliena la població en fer-la pensar que tot es pot comprar. El producte és objecte d'un fetitxisme que empeny cap aquest procés d'alienació.

#### La manipulació del consumidor
Herbert Marcuse i altres sociòlegs, tot sexe confós, s'acorden a fer veure que a la societat capitalista, el consum no és neutral, és a dir, el consumidor no és empès per una lògica exclusivament racionalista. La indústria necessita produir en massa per a poder maximitzar els guanys i degut a això, crea necessitats artificials per tal d'incentivar el consumidor a consumir continuadament. Per tant, el consumidor no es comporta com una persona racional, es deixa portar per la manipulació. La indústria manipula el consumidor obertament amb el màrqueting i la publicitat.

#### Consum i estatut social
Thorstein a través de la seua teoria de la classe ociosa, fa veure que el consum en una societat capitalista exercix com a element de diferenciació social. Sovint el consumidor s'atansa a la botiga en cerca de marques perquè amb aquestes pensa atènyer un estatut social més elevat a la societat. Un fenomen així ha estat estudiat per Bourdieu, Simmel o Baudrillard. Tots conincidixen que el consum a la societat capitalista ens diferencia. La divisió de la societat en classes repercutix doncs igualment en el consum.

### El consum

#### Les necessitats de consum
Diversos sociòlegs, homes com dones, coincidixen en remarcar que el consum és una construcció social. És a dir, hom no consumix únicament racionalment. La societat ens influïx i la publicitat també. El sistema de producció necessita crear bens a consumir per a poder funcionar.
Amb aquest constat, Keynes dividix dos tipus de productes, els absoluts, que tothom necessita perquè permeten de viure i ningú no pot prescindir-ne, i els relatius, que no són importants per a la supervivència i es consumixen perquè són una construcció social.
Sobre aquesta base divisòria, altres sociòlegs han proposat desglossar el consum segons les necessitats creades per la indústria. Hi trobem a Maslow, responsable d'haver elaborat una piràmide en què el consum es fa per necessitat, prestigi o reconeixement social. En efecte, el consum en una societat capitalista està associat a les emocions i a la diferència de classes.
En una línia més bàsica, Herbert Marcuse parla de necessitats falses i de necessitats veritables.

#### El valor de signe
Al final dels anys 1960 i principis dels anys 1970 Baudrillard, influenciat per l'estructuralisme, emet la teoria del valor de signes. Així com hi ha un valor d'ús i un valor de consum al mercat, també existix el valor de signe. És a dir, el producte no deixa de ser un objecte que agafa un valor simbòlic o un altre segons la construcció social que se'n faça al seu voltant. Per tant, els productes que es consumixen en una societat, posseïxen uns valors, unes construccions mentals que són pròpies de la societat que els produïx.

#### Cultura material
El producte no és un element neutre, tal com ho fa veure Baudrillard. Entrellaça amb els valors, les normes i les pràctiques d'una societat. Per això mateix el consum manté un sistema sociocultural. És a dir, és un element més de socialització que permet mantenir una superestructura en termes marxistes, fet que contribuïx a exercir un cert control social sobre la població i amb aquesta manera de fer, mantenir una certa cohesió social. Dit altrament, el producte, en tant que posseïdor d'un valor simbòlic, conforma a la societat una multitud de significats que juntament són cultura material i, per tant, creen una superestructura.